# Murcia Open
Il Murcia Open, noto anche come ATP Challenger Costa Cálida Región de Murcia, è un torneo professionistico di tennis giocato sulla terra rossa che fa parte dell'ATP Challenger Tour. Si disputa annualmente dal 2019 al Murcia Club de Tenis 1919 di Murcia, in Spagna.
È il primo evento patrocinato dall'ATP che si sia mai tenuto a Murcia, e la sua inaugurazione nel 2019 rientra nel quadro delle celebrazioni per il centenario del Murcia Club de Tenis 1919, fondato nel 1919.

## Albo d'oro

### Singolare
| Anno | Campione                              | Finalista                             | Punteggio                             |
| ---- | ------------------------------------- | ------------------------------------- | ------------------------------------- |
| 2025 | Carlos Taberner                       | Jesper de Jong                        | 7–6(3), 4–6, 6–2                      |
| 2024 | Henrique Rocha                        | Nik'oloz Basilashvili                 | 3–6, 7–6(0), 7–5                      |
| 2023 | Matteo Arnaldi                        | Borna Gojo                            | 6–4, 7–6(4)                           |
| 2022 | Tseng Chun-hsin                       | Norbert Gombos                        | 6–4, 6–1                              |
| 2021 | Tallon Griekspoor                     | Roberto Carballés Baena               | 3–6, 7–5, 6–3                         |
| 2020 | Annullato per pandemia di Coronavirus | Annullato per pandemia di Coronavirus | Annullato per pandemia di Coronavirus |
| 2019 | Roberto Carballés Baena               | Mikael Ymer                           | 2–6, 6–0, 6–2                         |

### Doppio
| Anno | Campioni                              | Finalisti                                      | Punteggio                             |
| ---- | ------------------------------------- | ---------------------------------------------- | ------------------------------------- |
| 2025 | Grégoire Jacq Orlando Luz             | Jesper de Jong Mats Hermans                    | 6–4, 6–4                              |
| 2024 | Théo Arribagé Victor Vlad Cornea      | Arjun Kadhe Jeevan Nedunchezhiyan              | 7–5, 6–1                              |
| 2023 | Daniel Rincón Abedallah Shelbayh      | Marco Bortolotti Sergio Martos Gornés          | 7–6(3), 6–4                           |
| 2022 | Íñigo Cervantes Oriol Roca Batalla    | Pedro Cachín Martín Cuevas                     | 6(4)–7, 7–6(4), [10–7]                |
| 2021 | Raul Brancaccio Flavio Cobolli        | Alberto Barroso Campos Roberto Carballés Baena | 6–3, 7–6(4)                           |
| 2020 | Annullato per pandemia di Coronavirus | Annullato per pandemia di Coronavirus          | Annullato per pandemia di Coronavirus |
| 2019 | Marcus Daniell David Marrero          | Rameez Junaid Andrėj Vasileŭski                | 6–4, 6–4                              |